# Edward Dahl
Edward Martin Dahl (Bromma, 3 agosto 1886 – Enskede, 21 novembre 1961) è stato un mezzofondista svedese.
Nel 1906 fu medaglia di bronzo nelle 5 miglia ai Giochi olimpici intermedi, dove partecipò anche alla gara dei 1500 metri, finendo eliminato alle qualificazioni.
Nel 1908 prese parte ai Giochi olimpici di Londra nelle gare degli 800 e 1500 metri e 5 miglia, ma in nessun caso riuscì a raggiungere la finale. Fu anche parte della 3 miglia a squadre con John Svanberg, Georg Peterson, Axel Wiegandt e Seth Landqvist, ma anche in questo caso vennero eliminati durante le fasi di qualificazione.

## Palmarès
| Anno | Manifestazione            | Sede   | Evento             | Risultato     | Prestazione | Note |
| ---- | ------------------------- | ------ | ------------------ | ------------- | ----------- | ---- |
| 1906 | Giochi olimpici intermedi | Atene  | 1500 metri         | elim. qualif. | n/d         |      |
| 1906 | Giochi olimpici intermedi | Atene  | 5 miglia           | Bronzo        | 26'26"2     |      |
| 1908 | Giochi olimpici           | Londra | 800 metri          | elim. qualif. | dnf         |      |
| 1908 | Giochi olimpici           | Londra | 1500 metri         | elim. qualif. | 4'10"4      |      |
| 1908 | Giochi olimpici           | Londra | 5 miglia           | elim. qualif. | dnf         |      |
| 1908 | Giochi olimpici           | Londra | 3 miglia a squadre | finale        | n/d         |      |